# 的里雅斯特自由区共产党
的里雅斯特自由区共产党（意大利语：Partito Comunista del Territorio Libero di Trieste；斯洛文尼亚语：Komunistična partija Svobodnega tržaškega ozemlja）成立于1945年，由意大利共产党和斯洛文尼亚共产党在的里雅斯特地区的组织合并而成，初名朱利安地区共产党。1947年，的里雅斯特自由区正式成立时，该党也改名为的里雅斯特自由区共产党。1948年，苏南冲突发生，该党内部亲南斯拉夫的少数派（主要由斯洛文尼亚裔的干部组成）另外成立了一个的里雅斯特自由区共产党（这个党后来重组为意大利—斯洛文尼亚人民阵线）。1954年，的里雅斯特自由区A区和B区分别并入意大利和南斯拉夫。1957年，该党并入意大利共产党。